# Corin Hardy
Pour les articles homonymes, voir Hardy.
Corin Hardy (né le 6 janvier 1975) est un réalisateur britannique dont le film le plus connu est La Nonne.
Il est diplômé du Wimbledon College of Arts (en). Il co-écrit son premier film Le Sanctuaire (2015).
Il réalise en 2018 le film La Nonne, dérivé de Conjuring 2 : Le Cas Enfield et cinquième opus de l'univers cinématographique Conjuring.

## Filmographie
- 2015 : Le Sanctuaire
- 2018 : La Nonne